# Isabelle Caro
Isabelle Caro, född 12 september 1982 (även 1980 uppges)  i Marseille, död 17 november 2010 i Paris, var en fransk fotomodell.
Caro blev känd genom att skapa rubriker efter att hon hade förekommit i en mycket kontroversiell annonskampanj med fotografen Oliviero Toscani. 
Hon har lidit av svår anorexia nervosa sedan hon var 13 år gammal. Hennes anorexi berodde på vad hon kallar en "jobbig uppväxt." Enligt TV-kanalen CBS program The Insider vägde hon endast 25 kg under den svåraste tiden av ätstörningar. Hennes längd är 165 cm, vilket ger ett BMI på cirka 9,3.  Hon medverkade i TV-programmet Supersize vs Superskinny som sändes den 11 mars 2008, där hon talade med journalisten Anna Richardson om sin anorexi.  Caro var på sjukhus för första gången när hon var 20 år. År 2006 vägde hon 23 kg och låg i koma. Isabelle Caro avled 17 november 2010 i Paris, 28 år gammal.